# Пінгрі (Північна Дакота)
Пінгрі (англ. Pingree) — місто (англ. city) в США, в окрузі Статсмен штату Північна Дакота. Населення — 41 особа (2020).

## Географія
Пінгрі розташоване за координатами 47°9′50″ пн. ш. 98°54′32″ зх. д. / 47.16389° пн. ш. 98.90889° зх. д. (47.163802, -98.908950).  За даними Бюро перепису населення США в 2010 році місто мало площу 0,48 км², уся площа — суходіл.

## Демографія
Згідно з переписом 2010 року, у місті мешкало 60 осіб у 27 домогосподарствах у складі 14 родин. Густота населення становила 126 осіб/км².  Було 29 помешкань (61/км²).
Расовий склад населення:
| - 98,3 % — білих |

До двох чи більше рас належало 1,7 %. Частка іспаномовних становила 5,0 % від усіх жителів.
За віковим діапазоном населення розподілялося таким чином: 28,3 % — особи молодші 18 років, 60,0 % — особи у віці 18—64 років, 11,7 % — особи у віці 65 років та старші. Медіана віку мешканця становила 33,0 року. На 100 осіб жіночої статі у місті припадало 160,9 чоловіків;  на 100 жінок у віці від 18 років та старших — 152,9 чоловіків також старших 18 років.
Середній дохід на одне домашнє господарство  становив 53 300 доларів США (медіана — 48 125), а середній дохід на одну сім'ю — 72 069 доларів (медіана — 77 708). За межею бідності перебувало 3,4 % осіб, у тому числі 0,0 % дітей у віці до 18 років та 0,0 % осіб у віці 65 років та старших.
Цивільне працевлаштоване населення становило 38 осіб. Основні галузі зайнятості: мистецтво, розваги та відпочинок — 23,7 %, освіта, охорона здоров'я та соціальна допомога — 15,8 %, транспорт — 10,5 %, виробництво — 10,5 %.